# Giovanna di Châtillon (1285-1354)
Giovanna di Châtillon (1285 circa – 1354) fu contessa di Brienne, di Champagne, di Lecce, e duchessa titolare di Atene.

## Biografia
Giovanna era la figlia di Gaucher V di Châtillon, signore di Châtillon, conte di Porcien e connestabile di Francia, e Isabella di Dreux. Fu la moglie di Gualtieri V di Brienne.
Nel 1311, suo marito Gualtieri V di Brienne venne ucciso nella battaglia di Halmyros. Dopo aver probabilmente tentato di tenere l'acropoli di Atene contro le compagnie catalane, tornò a rifugiarsi, impoverita, a Brienne, feudo ancestrale della casata di Brienne, con i suoi due figli. Un parente della famiglia Brienne, Gualtieri di Foucherolles, tuttavia, continuò a detenere la signoria di Argo.
Nell'aprile 1318, Giovanna e suo padre inviarono una richiesta alla repubblica di Venezia di denaro e navi per un esercito diretto in Grecia per riprendere il ducato di Atene dalle compagnie catalane,ma la loro richiesta fu rifiutata, poiché i vassalli dei Brienne si erano schierati con i catalani.
Tuttavia, ancora nel 1319, Gualtieri di Foucherolles ordinò ancora alle sue navi nell'Argolide di rimanere fedeli a Giovanna e al giovane Gualtieri VI.
Appellandosi costantemente al re di Napoli, al re di Francia e al papa, Giovanna mantenne le sue pretesa sul ducato di Atene per il figlio fino a quando questi non fu abbastanza grande per la campagna.
Nel gennaio 1321, il re Filippo V l'Alto arbitrò una causa intentata contro di lei dal suo stesso figlio, che la citava per il pagamento di una parte del grande debito del padre.
Giovanna mantenne il titolo ducale fino alla morte. Sulla sua tomba è incisa la scritta Duchessa di Atene.

## Matrimonio e figli
Intorno al 1305, Giovanna sposò Gualtieri V, conte di Brienne, di Lecce e duca di Atene, figlio di Ugo di Brienne e Isabella de la Roche, dalla quale ha due figli:
- Gualtieri VI di Brienne, che successe ai suoi genitori;
- Isabella di Brienne, che successe a suo fratello.